# Salmon (řeka v Kalifornii)
Salmon (anglicky: Salmon River = lososí řeka) je 31,5 km dlouhý přítok řeky Klamath, ležící v okrese Siskiyou v Kalifornii ve Spojených státech.
Pramení ve vysokých horách pohoří Trinity Alps, Russian Mountains a Marble Mountains (všechna tato pohoří spadají do většího celku pohoří Klamath). Poblíž osady Forks of Salmon vzniká samotná řeka Salmon soutokem severní a jižní větve (North Fork a South Fork). Největší přítok řeky, potok Wooley Creek se k toku připojuje asi 6 km před ústím do Klamathu a dosahuje téměř takové vydatnosti jako North Fork. Dolní tok řeky částečně vymezuje hranici mezi okresy Siskiyou County a Humboldt County.
Prakticky celé povodí o rozloze 1 950 km2 se nachází v Národním lese Klamath, v soukromých rukou je méně než 2% tohoto území. Téměř polovina celého povodí je federálně chráněnými rezervacemi. V dalších 25% se snaží vláda udržet původní prales.
Na rozdíl od většiny ostatních kalifornských řek není tok Salmonu omezen žádnými přehradami a je zcela přirozený. Tím pádem se jedná o jednu z nejméně dotčených částí povodí Klamathu a jednu z nejpůvodnějších oblastí v Kalifornii vůbec. Díky tomu se v řece udržela unikátní populace vzácných lososů a její vody nabízejí jedny z nejlepších podmínek pro pstruhy, lososi a jesetery na Západním pobřeží.
Jednou z největších hrozeb pro řeku a její povodí jsou lesní požáry. Ty jsou sice přirozenou součástí lesních ekosystémů, ale po desetiletí hromaděné zbytky lesní těžby způsobují, že hoří mnohem intenzivněji a generují mnohem větší žár než dříve a v neposlední řadě vznikají častěji než v běžném ekosystému. Velké požáry v letech 1977, 1987, 2002, 2006, 2008 a 2013 způsobily rozsáhlou erozi, která je příčinou zanášení říčních přítoků sedimenty. Nadměrné množství sedimentů pak omezuje možnosti vodních organismů, především pak možnosti rozmnožování lososů, jeseterů, pstruhů a dalších ryb.